# Bursa Büyükşehir Belediye Spor Kulübü 2020-2021 (pallavolo maschile)
Questa voce raccoglie le informazioni riguardanti il Bursa Büyükşehir Belediye Spor Kulübü nelle competizioni ufficiali della stagione 2020-2021.

## Organigramma societario
Area direttiva
- Presidente: Gökhan Dinçer

Area tecnica
- Allenatore: Nuri Şahin
- Allenatore in seconda: Burak Yavuz
- Assistente allenatore: Gökhan Bahar
- Scoutman: Mustafa Ak

## Rosa
| N° | Nome            | Ruolo | Data di nascita  | Nazionalità sportiva |
| -- | --------------- | ----- | ---------------- | -------------------- |
| 1  | Boğaçhan Zambak | P     | 28 febbraio 1994 | Turchia              |
| 2  | Çağatay Durmuş  | L     | 5 aprile 1994    | Turchia              |
| 4  | Muhammet Kaya   | P     | 7 febbraio 1995  | Turchia              |
| 5  | Arda Bostan     | P     | 13 gennaio 2002  | Turchia              |
| 6  | Fatih Cihan     | C     | 16 dicembre 1991 | Turchia              |
| 7  | Anıl Tokat      | S     | 29 aprile 1988   | Turchia              |
| 8  | Gazmend Husaj   | S     | 23 dicembre 1987 | Albania              |
| 9  | Árpád Baróti    | O     | 23 ottobre 1991  | Ungheria             |
| 9  | Uğur Kılınç     | C     | 24 gennaio 1997  | Turchia              |
| 10 | Amir Ghafour    | O     | 6 giugno 1991    | Iran                 |
| 11 | Alisson Melo    | S     | 13 marzo 1993    | Brasile              |
| 14 | Berkan Eryüz    | C     | 26 febbraio 1993 | Turchia              |
| 15 | Murathan Kısal  | C     | 22 novembre 1989 | Turchia              |
| 16 | Esat Dalgıç     | S     | 1º gennaio 1988  | Turchia              |
| 17 | Berk Dilmenler  | S     | 29 luglio 2004   | Turchia              |
| 18 | Serkan Kılıç    | L     | 31 maggio 1984   | Turchia              |

## Statistiche

### Statistiche di squadra
| Competizione     | Punti | In casa | In casa | In casa | In trasferta | In trasferta | In trasferta | Totale | Totale | Totale |
| Competizione     | Punti | G       | V       | P       | G            | V            | P            | G      | V      | P      |
| ---------------- | ----- | ------- | ------- | ------- | ------------ | ------------ | ------------ | ------ | ------ | ------ |
| Efeler Ligi      | 28    | 15      | 3       | 12      | 15           | 7            | 8            | 30     | 10     | 20     |
| Coppa di Turchia | 3     | 0       | 0       | 0       | 0            | 0            | 0            | 3      | 1      | 2      |
| Totale           | -     | 15      | 3       | 12      | 15           | 7            | 8            | 33     | 11     | 22     |

G = partite giocate; V = partite vinte; P = partite perse

### Statistiche dei giocatori
| Giocatore    | Campionato | Campionato | Campionato | Campionato | Campionato | Coppa di Turchia | Coppa di Turchia | Coppa di Turchia | Coppa di Turchia | Coppa di Turchia | Totale | Totale | Totale | Totale | Totale |
| Giocatore    | P          | PT         | AV         | MV         | BV         | P                | PT               | AV               | MV               | BV               | P      | PT     | AV     | MV     | BV     |
| ------------ | ---------- | ---------- | ---------- | ---------- | ---------- | ---------------- | ---------------- | ---------------- | ---------------- | ---------------- | ------ | ------ | ------ | ------ | ------ |
| Á. Baróti    | 15         | 254        | 208        | 22         | 24         | 2                | 24               | 21               | 2                | 1                | 17     | 278    | 229    | 24     | 25     |
| A. Bostan    | 6          | 17         | 4          | 4          | 9          | -                | -                | -                | -                | -                | 6      | 17     | 4      | 4      | 9      |
| F. Cihan     | 22         | 106        | 57         | 34         | 15         | 1                | 0                | 0                | 0                | 0                | 22     | 106    | 57     | 34     | 15     |
| E. Dalgıç    | 22         | 42         | 35         | 3          | 4          | 2                | 1                | 1                | 0                | 0                | 24     | 43     | 36     | 3      | 4      |
| B. Dilmenler | 17         | 68         | 61         | 7          | 0          | 0                | 0                | 0                | 0                | 0                | 17     | 68     | 61     | 7      | 0      |
| Ç. Durmuş    | 23         | 0          | 0          | 0          | 0          | 0                | 0                | 0                | 0                | 0                | 23     | 0      | 0      | 0      | 0      |
| B. Eryüz     | 11         | 35         | 18         | 12         | 5          | -                | -                | -                | -                | -                | 11     | 35     | 18     | 12     | 5      |
| A. Ghafour   | 9          | 172        | 144        | 19         | 9          | -                | -                | -                | -                | -                | 9      | 172    | 144    | 19     | 9      |
| G. Husaj     | 30         | 348        | 302        | 30         | 16         | 2                | 23               | 20               | 1                | 2                | 32     | 371    | 322    | 31     | 18     |
| M. Kaya      | 20         | 18         | 8          | 4          | 6          | 2                | 2                | 0                | 0                | 2                | 22     | 20     | 8      | 4      | 8      |
| S. Kılıç     | 28         | 0          | 0          | 0          | 0          | 2                | 0                | 0                | 0                | 0                | 30     | 0      | 0      | 0      | 0      |
| U. Kılınç    | 23         | 78         | 46         | 29         | 3          | 2                | 6                | 5                | 1                | 0                | 25     | 84     | 51     | 30     | 3      |
| M. Kısal     | 25         | 117        | 73         | 32         | 12         | 2                | 5                | 4                | 0                | 1                | 27     | 122    | 77     | 32     | 13     |
| A. Melo      | 28         | 345        | 312        | 19         | 14         | 2                | 26               | 22               | 3                | 1                | 30     | 371    | 334    | 22     | 15     |
| A. Tokat     | 10         | 4          | 1          | 2          | 1          | 0                | 0                | 0                | 0                | 0                | 10     | 4      | 1      | 2      | 1      |
| B. Zambak    | 27         | 30         | 11         | 15         | 4          | 2                | 0                | 0                | 0                | 0                | 29     | 30     | 11     | 15     | 4      |

P = presenze; PT = punti totali; AV = attacchi vincenti; MV = muri vincenti; BV = battute vincenti